# Shizuka Kudo
Shizuka Kudo, (japanska: 工藤静香?, Kudō Shizuka), född 14 april 1970, i Hamura, Tokyo, är en japansk sångerska och skådespelare.

## Singlar
- Kindan no Telepathy (禁断のテレパシー)
- Again
- Daitekuretara Ii no ni (抱いてくれたらいいのに)
- FU-JI-TSU
- Mugo n Iroppoi (MUGO･ん･･･色っぽい)
- Koi Hitoyo (恋一夜)
- Arashi no Sugao (嵐の素顔)
- Kousa ni Fukarete (黄砂に吹かれて)
- Kuchibiru kara Biyaku (くちびるから媚薬)
- Senryū no Shizuku (千流の雫)
- Watashi ni Tsuite (私について)
- Boyaboya Dekinai (ぼやぼやできない)
- Please
- Metamorphose (メタモルフォーゼ)
- Mechakucha ni Naite Shimaitai (めちゃくちゃに泣いてしまいたい)
- Urahara (うらはら)
- Koe wo Kikasete (声を聴かせて)
- Doukoku (慟哭)
- Watashi wa Knife (わたしはナイフ)
- Anata shika Inai desho (あなたしかいないでしょ)
- Blue Rose
- Jaguar Line
- Ice Rain
- Moon Water
- 7
- Chou (蝶)
- Yū (優)
- Gekijyou (激情)
- Blue Velvet
- Kama Sutra no Densetsu (カーマスートラの伝説)
- Setsu・Getsu・Ka (雪・月・花)
- Kirara (きらら)
- Isshun (一瞬)
- Blue Zone
- Shinku no Hana (深紅の花)
- Maple
- Lotus ~Umareshi Hana~ (Lotus～生まれし花～)
- Kokoro no Chikara (心のチカラ)
- Clavis - Kagi (Clavis -鍵-)
- Amayo no Tsuki ni (雨夜の月に)
- NIGHT WING / Yukigasa (NIGHT WING / 雪傘)